# Natalia Rodríguez (mezzofondista)
Natalia Rodríguez Martínez (Tarragona, 2 giugno 1979) è un'ex mezzofondista spagnola.

## Palmarès
| Anno | Manifestazione    | Sede              | Evento        | Risultato  | Prestazione | Note |
| ---- | ----------------- | ----------------- | ------------- | ---------- | ----------- | ---- |
| 1996 | Mondiali juniores | Sydney            | 800 m piani   | Batteria   | 2'09"09     |      |
| 1998 | Mondiali juniores | Annecy            | 1500 m piani  | 6ª         | 4'16"20     |      |
| 1999 | Europei under 23  | Göteborg          | 1500 m piani  | 4ª         | 4'10"65     |      |
| 2000 | Olimpiadi         | Sydney            | 1500 m piani  | Batteria   | 4'22"82     |      |
| 2001 | Europei under 23  | Amsterdam         | 1500 m piani  | Argento    | 4'11"20     |      |
| 2001 | Mondiali          | Edmonton          | 1500 m piani  | 6ª         | 4'07"10     |      |
| 2002 | Europei           | Monaco di Baviera | 15000 m piani | 6ª         | 4'06"15     |      |
| 2003 | Mondiali          | Parigi            | 1500 m piani  | Semifinale | 4'08"80     |      |
| 2004 | Mondiali indoor   | Budapest          | 1500 m piani  | Batteria   | 4'13"52     |      |
| 2004 | Olimpiadi         | Atene             | 1500 m piani  | 10ª        | 4'03"01     |      |
| 2005 | Mondiali          | Helsinki          | 1500 m piani  | 6ª         | 4'03"06     |      |
| 2008 | Olimpiadi         | Pechino           | 1500 m piani  | 6ª         | 4'03"19     |      |
| 2009 | Europei indoor    | Torino            | 1500 m piani  | Oro        | 4'08"72     |      |
| 2009 | Mondiali          | Berlino           | 1500 m piani  | Finale     | dq          |      |
| 2010 | Mondiali indoor   | Doha              | 1500 m piani  | Argento    | 4'08"30     |      |
| 2010 | Europei           | Barcellona        | 15000 m piani | Bronzo     | 4'01"30     |      |
| 2011 | Mondiali          | Taegu             | 1500 m piani  | Bronzo     | 4'05"87     |      |
| 2012 | Olimpiadi         | Londra            | 1500 m piani  | Batteria   | 4'16"18     |      |
| 2013 | Europei indoor    | Göteborg          | 1500 m piani  | Finale     | dns         |      |
| 2013 | Mondiali          | Mosca             | 1500 m piani  | Batteria   | 4'09"18     |      |